# Claes-Erik Abramson
Claes-Erik Abramson, född 20 mars 1919 i Linköping, död 6 augusti 1979 i Kvistofta, var en svensk officer i Flygvapnet.

## Biografi
Abramson blev fänrik i Flygvapnet 1941. Han befordrades till löjtnant 1943, till kapten 1948, till major 1954, till överstelöjtnant 1957, till överste 1962 och till överste av 1:a graden 1966.
Abramson inledde sin militära karriär vid Södermanlands flygflottilj (F 11), där han tjänstgjorde 1941–1947. 1948 tjänstgjorde han en kortare tid på staben vid Fjärde flygeskadern (E 4), för att sedan studera vid Flygkrigshögskolan 1948–1949. 1951–1953 återvände han till Södermanlands flygflottilj (F 11), under de åren gjorde han även en studieresa till USA. I samband med att Abramson utnämndes till major, tillträdde han som stabschef vid Fjärde flygeskadern (E 4). Åren 1957–1962 var han chef för personalavdelningen vid Flygstaben. Åren 1962–1966 var han flottiljchef för Södermanlands flygflottilj (F 11). Åren 1966–1976 var han souschef vid Nedre Norrlands militärområdesstab (Milo NN) och 1976–1979 var han souschef vid Södra militärområdesstaben (Milo S).
Abramson gifte sig 1943 med Märta Santesson; tillsammans fick de barnen Elisabeth, Claes och Per.

## Utmärkelser
- Riddare av Svärdsorden, 1958.[1]
- Kommendör av Svärdsorden, 6 juni 1966.[2]
- Kommendör av första klassen av Svärdsorden, 6 juni 1969.[3]